# 臺灣文化資產遭破壞列表
臺灣文化資產遭破壞列表彙整臺灣各縣市文化資產（包括暫定、審查中尚未列入，甚至審定後遭駁回者，因《文化資產保存法》1982年才制定，1982年以前所遭破壞，以後來有獲得認證之文化資產為主）遭遇明顯人為破壞之情形，尤其以刻意拆除居多，若是遭遇原因不明之火災，無法判斷是否為人為破壞者，則入臺灣文化資產火災列表。

## 法規與罰則
根據現行《文化資產保存法》，暫定古蹟於審查期間內視同古蹟，審查期間以六個月為限，但得延長一次。古蹟除因國防安全或國家重大建設，經提出計畫送中央主管機關審議並核定者外，不得遷移或拆除。毀損古蹟、暫定古蹟之全部、一部或其附屬設施，處六個月以上五年以下有期徒刑，得併科新臺幣五十萬元以上二千萬元以下罰金。毀損歷史建築、紀念建築之全部、一部或其附屬設施，處新臺幣三十萬元以上二百萬元以下罰鍰。但對於法律制定前或是被列入前的破壞行為並無法回溯。

## 列表

### 1980年代之前
| 名稱                             | 縣市          | 類型         | 創建年代      | 破壞時間         | 管理狀態                 | 備註 | 參考  |
| -------------------------------- | ------------- | ------------ | ------------- | ---------------- | ------------------------ | --- | ----- |
| 麗正門（南門）、重熙門（小南門） | 臺北市 中正區 |              | 1884年        | 1966年           | 國定古蹟                 | 1966年，台北市政府以「整頓市容以符合觀光需要」為由，將臺北府城各城門的城樓由原先的閩式碉堡城樓形式，改建為仿造中國華北樣式建築，盡失原貌，僅北門因當時預定拆除而未改建。 |       |
| 景福門（東門）                   | 臺北市 中正區 |              | 1884年        | 1966年後多次     | 國定古蹟                 | 情境同上面兩座城門，又因位處凱達格蘭大道，經常受民眾遊行、活動波及，甚至臺北市政府和臺北市議員的介入，由此受到包括噴漆、懸掛旗幟等破壞。目前周邊設置有鐵欄桿保護。 |       |
| 高雄登山街外國人墓園             | 高雄市 鼓山區 |              |               | 1967年           | 未獲得認證               | 土地變更為住宅用地，後日漸消失。 |       |
| 臺南地方法院 (古蹟)              | 臺南市 中西區 | 官署         | 1912年        | 1969年           | 國定古蹟                 | 因牆壁龜裂拆除了高塔，後未重建。 |       |
| 臺中知事官邸                     | 臺中市 西區   |              | 1899年        | 1972年           | 未獲得認證               | 原建築拆除，改建成臺中市議會，現址為臺中市政府交通局（民權路101號）。 |       |
| 臺中神社                         | 臺中市        |              | 1942年        | 1972年           | 未獲得認證               | 與日本斷交後，中央政府發布「清除臺灣日據時代表現日本帝國主義優越感之統治紀念遺跡要點」，神社主殿被拆除改建 |       |
| 霧社事件殉難殉職者之墓           | 南投縣        |              |               | 1972年           | 未獲得認證               | 與日本斷交後，中央政府發布「清除臺灣日據時代表現日本帝國主義優越感之統治紀念遺跡要點」，被拆除。 |       |
| 佳冬東隘門                       | 屏東縣 佳冬鄉 |              | 1796-1820年間 | 1976年           | 未獲得認證               | 遭失控的卡車撞毀門楣。 | [ 1 ] |
| 高雄壽山館                       | 高雄市 鼓山區 |              |               | 1977年至1981年間 | 未獲得認證               | 日治時期的臺灣史蹟名勝天然紀念物，因中山大學復校而拆除 |       |
| 暖暖老街                         | 基隆市 暖暖區 |              |               | 1977年           | 未獲得認證               | 道路拓寬而拆除 | [ 2 ] |
| 麻豆林家四房厝                   | 臺南市 麻豆區 | 宅第         |               | 1978年5月        | 歷史建築                 | 由於所有權人對舊宅保存看法不一，西元1978年五月，中軸線左半側部分遭拆除。 | [ 3 ] |
| 林安泰古厝                       | 臺北市 中山區 | 宅第         | 1783年        | 1978年           | 歷史建築                 | 台北市政府為了拓寬敦化南路，計劃拆除林家古厝，市長林洋港拒絕原址保留，經過多方人士奔走搶救而遷建保存。 | [ 4 ] |
| 紅木埕殘存基石                   | 澎湖縣 馬公市 |              |               | 1978年           | 未獲得認證               | 遭地方居戶新修建住宅而擊碎。 | [ 5 ] |
| 臺南東嶽殿拜殿                   | 臺南市 中西區 |              |               | 1979年           | 直轄市定古蹟             | 因拓寬廟前之建國路（今民權路一段）為15公尺，使得拜殿遭到拆除。 |       |
| 台中賴氏懷德堂                   | 臺中市        | 宅第         |               | 1979年           | 未獲得認證               | 1979年台中市政府實施市地重劃，懷德堂被劃為公園預定地，宅院遂被徵收拆除，而牌樓「積善樓」在賴氏親族和地方有力人士極力爭取才保留了下來。 |       |
| 公館林永利古厝                   | 臺北市        | 宅第         | 乾隆年間      | 1980年代末       | 未獲得認證               | 被台灣大學拆除 | [ 6 ] |
| 卑南遺址                         | 臺東縣        | 遺址         |               | 1980年           |                          | 南迴鐵路卑南車站（即今臺東車站）開工，造成嚴重破壞。 |       |
| 龍潭老街                         | 老街          |              |               | 1981年           | 未獲得認證               | 實施都市計劃而道路拓寬。 |       |
| 台北靜修女中校舍                 | 臺北市        |              |               | 1983年           | 列冊追蹤                 | 列冊追蹤後拆除。 | [ 7 ] |
| 台中吳鸞旂公館與花園             | 臺中市        | 宅第         |               | 1985年           | 未獲得認證               | 1935年吳東碧將吳氏公館賣給有生意往來的基隆顏家顏欽賢，顏再捐給日治時期的市府作農校用地後改作孔廟用地，但孔廟始終未動工。中華民國接管臺灣後，公館就被百餘違建戶佔住，後經台中市議會審議將公館標售，1983年僅將更樓部份遷建於台中公園內，公館則於1985年經法院判決強制拆除夷為空地。 | [ 8 ] |
| 鳳山縣舊城北門拱辰井             | 高雄市 左營區 | 明清時期古井 |               | 1986年1月        | 與鳳山縣舊城合列國定古蹟 | 中華民國接管臺灣後位於道路中間，1986年遭小貨車撞擊，井緣破裂，因而拆除井欄，上鐵蓋保存，目前看起來如一般人孔蓋。 |       |
| 高雄州廳                         | 高雄市前金區  |              | 1931年        | 1987年           | 未獲得認證               | 地方法院拆除改建，為台灣五州廳中唯一遭拆除者。 |       |
| 十三行遺址                       | 新北市        |              |               | 1988-1991年間    |                          | 為興建污水處理廠而遭破壞。 |       |

### 1990年代
| 名稱                                       | 縣市          | 類型 | 創建年代           | 破壞時間      | 管理狀態                       | 備註 | 參考          |
| ------------------------------------------ | ------------- | ---- | ------------------ | ------------- | ------------------------------ | --- | ------------- |
| 旗山石拱圈亭仔腳 華中街段                  | 高雄市 旗山區 |      | 1903年             | 1990年10月    | 其他殘餘部份被列入歷史建築     | 道路拓寬而拆除。 經文史工作者呼籲後，建材被拆下閒置，後被用於建造旗山武德殿旁景觀迴廊。 | [ 9 ]         |
| 打狗第一街(廟前路103巷)                    | 高雄市 旗津區 |      |                    | 1990年        | 未獲得認證                     | 道路拓寬而拆除。 |               |
| 鳳山龍山寺日治時期西洋式廂房               | 高雄市 鳳山區 |      | 1933年             | 1991年        | 國定古蹟                       | 古蹟整修過程中拆除改建。 | [ 10 ]        |
| 台灣總督府氣象台(中央氣象局)               | 臺北市        |      | 1938年             | 1992年        | 列冊追蹤                       | 列冊追蹤後拆除。 | [ 7 ]         |
| 北投空軍大樓                               | 臺北市 北投區 |      |                    | 1992年        | 列冊追蹤                       | 列冊追蹤後拆除。 | [ 7 ]         |
| 高雄得州樓、玉美樓、新春樓、博愛醫院等街屋 | 高雄市 鹽埕區 |      |                    | 1992年        | 未獲得認證                     | 七賢三路道路拓寬。 |               |
| 曹洞宗大本山台灣別院                       | 臺北市 中正區 |      | 1923年             | 1993年1月     | 未獲得認證                     | 遭台北市政府拆除，僅保存鐘樓。 |               |
| 台南沙卡里巴（盛り場）                     | 臺南市        |      |                    | 1993年        | 未獲得認證                     | 海安路地下街工程而拆除。 |               |
| 日本赤十字社台灣支部（前中國國民黨黨部）   | 臺北市 中正區 |      | 1895年             | 1994年        | 尚未獲得認證即拆除             | 戰後作為中國國民黨黨部使用，1994年遭到拆除，於原址興建中國國民黨中央黨部大樓。當時由於學界希望其成為古蹟保存，因此拆除引發一陣風波。2006年國民黨再轉賣，長榮集團以財團法人張榮發基金會名義，以新台幣二十三億購得。現今之張榮發基金會大樓。 |               |
| 延平街                                     | 臺南市 安平區 |      | 街道形成於荷治時期 | 1994-1995年   | 附近多處三級古蹟，如延平街古井 | 1990年代，台南市政府決議拓寬，引發爭議，1994年行政院長連戰指示緩拆，經過近一年討論後，仍於1995年8月1日開始拓寬工程。 |               |
| 鹿港金字塔義塚                             | 彰化縣 鹿港鎮 |      | 1780、1781年       | 1995年        | 未獲得認證                     | 鹿港第二公墓遷葬。 |               |
| 宜蘭黃舉人宅                               | 宜蘭縣        |      | 1877年             | 1996年        | 未獲得認證                     | 因都市計劃道路拓寬，而遷至傳統藝術中心。 | [ 12 ]        |
| 宜蘭鄭氏家廟（廣孝堂）                     | 宜蘭縣        |      | 1925年             | 1997年9月     | 未獲得認證                     | 因都市計劃道路拓寬，而遷至傳統藝術中心。 | [ 13 ]        |
| 摘星山莊                                   | 臺中市 潭子區 |      | 1879年             | 1997年12月    | 三級古蹟                       | 1997年，當時未指定古蹟，地主以1億6000多萬元高價賣給建商欲興建透天厝，引發各界搶救，但因政府行政效率問題，12月建商在地主同意下對西廂房進行拆除，又經許多波折後，由中央編列2.5億元購下土地，並指定為三級古蹟。                               | [ 14 ] [ 15 ] |
| 台北善導寺大雄寶殿                         | 臺北市 中正區 |      | 1937年             | 1998年4月28日 | 尚未獲得認證即拆除             | 1998年台北市政府民政局有意指定古蹟，3月25日現勘後，4月28日預訂召開古蹟審查大會前，廟方火速拆除，原址新建10層樓高的新「大雄寶殿」。 | [ 7 ]         |

### 2000年代
| 名稱                                     | 縣市                  | 類型               | 創建年代                 | 破壞時間              | 管理狀態                   | 備註 | 參考          |
| ---------------------------------------- | --------------------- | ------------------ | ------------------------ | --------------------- | -------------------------- | --- | ------------- |
| 淡水中正路老街                           | 新北市 淡水區         | 老街               |                          | 2000年                | 未獲得認證                 | 道路拓寬而拆除 |               |
| 南港八卦窯                               | 臺北市 南港區         |                    |                          | 2001年                |                            | | [ 4 ]         |
| 臺灣基督長老教會大稻埕教會               | 臺北市 大同區         |                    |                          | 2002年5月25日         | 市定古蹟                   | 文化局認定具有保存價值，已經進入古蹟的指定程序之中，卻遭教會自行拆除，現已修復。 | [ 16 ]        |
| 旗山車站                                 | 高雄市 旗山區         | 車站               | 1910年                   | 2002年7月             | 歷史建築                   | 疑因土地開發問題，多次遭人惡意破壞或疑似縱火，2002年7月有人以粗繩綁縛，再以卡車拖拉，企圖將車站拉倒，幸未成功。 | [ 17 ] [ 18 ] |
| 齊東街日式宿舍                           | 臺北市 中正區         | 宅第               | 1927年-1937年            | 2002年12月、2004年9月 | 部份列市定古蹟、歷史建築   | 地主台銀曾於2002年12月8日派怪手強制拆除，2004年9月部份建物售出給民間開發商，9月21日凌晨，其中一棟突遭拆除，當日上午召開駛審查會議後，將其中1處指定為市定古蹟、另9處登錄為歷史建築。                                        | [ 19 ]        |
| 台北中山橋                               | 臺北市 中山區         | 橋樑               | 1901年                   | 2002年12月            | 歷史建築                   | 2002年以影響水利為由，決議登錄為歷史建築並拆遷，12月拆除，但截至2014年8月為止，拆除後之435塊石材仍堆置於再春游泳池舊址未能進行重建工程。                                                                                     | [ 20 ]        |
| 高雄港站南號誌樓                         | 高雄市 鼓山區         |                    |                          | 2002年12月16日        | 未獲得認證                 | 因高雄捷運工程而拆除。 |               |
| 高雄車站                                 | 高雄市 三民區         | 車站               | 1941年                   | 2002年                | 當年尚未獲得認證           | 因高雄市區鐵路地下化計畫工程，舊前站站房出入口大廳 (高雄車站帝冠式站體) 被向東南移動82.6公尺保存，售票大廳、鐵路餐廳則被拆除。                                                                                             |               |
| 金門董光習兄弟洋樓                       | 金門縣 金城鎮         | 宅第               |                          | 2003年                | 歷史建築                   | | [ 21 ]        |
| 舊城國小後曾家古建物                     | 高雄市 左營區         | 宅第               | 1877年                   | 2003年                | 歷史建築                   | 左營下路拓寬而拆除部分，周遭多棟古厝遭拆除。 | [ 22 ]        |
| 舊城國小內閩南式三合院                   | 高雄市 左營區         | 宅第               | 1877年                   | 2003年11月            | 歷史建築                   | 舊城國小校長方永川擴充校地，無視文化資產身分而拆除。 | [ 23 ]        |
| 樂生療養院區                             | 新北市 新莊區         | 產業設施、其他     | 1929年                   | 2003年部分拆除        | 歷史建築、文化景觀         | 台北捷運新莊機廠預定地，2003年部分拆除引發爭議後，列暫定古蹟，而後2009年登錄為歷史建築及文化景觀 |               |
| 白米甕砲台監守衛舍                       | 基隆市                | 關塞（白米甕砲台） | 不明                     | 2003年2月、2005年11月 | 歷史建築                   | 2003年因欲拆除規劃為停車場才發現，並登記為歷史建築，2005年8月，原地主國防部將土地標售，之後遭新地主拆除。 | [ 24 ] [ 25 ] |
| 東港郡役所                               | 屏東縣 東港鎮         | 官署               |                          | 2003年                | 未獲得認證                 | 拆除後意象重建，原貌盡失。 |               |
| 馬公中央老街                             | 澎湖縣 馬公市         |                    |                          | 2003年                |                            | 整修失去原貌。 |               |
| 謙記商行（大豹炭鑛事務所）               | 新北市 鶯歌區         |                    | 1921年                   | 2004年4月             | 無                         | 遭地主拆除。 | [ 26 ]        |
| 齊東街53巷9號日式房舍                    | 臺北市 中正區         |                    |                          | 2004年9月             | 尚未獲得認證即遭拆除。     | 審議前夕遭地主僑果實業公司拆除 | [ 4 ]         |
| 公賣局球場                               | 臺北市                |                    | 1961年                   | 2005年                | 歷史建築                   | 歷史建築遭拆除。 |               |
| 新松金樓                                 | 臺南市                |                    | 1923年                   | 2005年4月6日          |                            | 市府一度有意將新松金樓提列古蹟或登錄歷史建築保留下來，但未通過審查，後來又提議希望所有權人無償提供捐給市府設置博物館，惟所有權人希望以公告地價辦理徵收，雙方始終未達成協議。                                               | [ 27 ]        |
| 高雄山形屋                               | 高雄市 鼓山區         |                    |                          | 2005年7月5日          |                            | 二樓遭拆除，後重建。 | [ 28 ]        |
| 四海之家旅社                             | 高雄市 鼓山區         |                    |                          | 2005年10月            | 歷史建築                   | 2003年舊城國小校長方永川拆除校內近一百五十年歷史的舊城國小內閩南式三合院建築群而未受任何懲處，鼓山國小校長劉城晃在有前例可循的情況下，有恃無恐的不理會高雄市文化局保存五十年歷史的四海之家旅社指令，予以拆除擴充校內校地。 | [ 23 ]        |
| 台灣民眾黨部遺址                         | 臺北市 大同區         |                    | 1927年（成立台灣民眾黨） | 2005年                | 未獲得認證                 | 由建商拆除，台北市文化局長曾表示希望在當地成立新台灣文化運動紀念館，但並未進行保護。 | [ 29 ]        |
| 東海古堡碉堡群                           | 臺中市 南屯區         | 其他               | 日治時期                 | 2005年底-2006年初     | 補登歷史建築               | 2005年底，由於治安問題，由立委提案拆除，國防部執行完多數拆除作業後，台中市政府搶救並登錄為歷史建築。 | [ 30 ]        |
| 紅毛港聚落                               | 高雄市 小港區         |                    |                          | 2006-2007年           | 未獲得認證                 | 遷村。 |               |
| 蘭州派出所                               | 臺北市 大同區         |                    | 台灣日治時期             | 2006年                | 未獲得認證                 | 因臺北市政府「大龍峒文化園區」拆除，地方居民對此拆除持反對意見，但在學者辛晚教以「風水說」助勢下拆除。 | [ 31 ] [ 4 ]  |
| 陳啟川故居                               | 高雄市 前金區         | 宅第               |                          | 2006年2月18日         | 尚未獲得認證即遭拆除。     | 文化資產審議委員會召開前夕，陳中和家族罔顧文資程序偷搶拆。 | [ 32 ]        |
| 屏東淨土宗報恩寺                         | 屏東縣                | 寺廟               | 1935年9月                | 2006年2月26日         | 未獲得認證                 | 遭拆除。 | [ 33 ]        |
| 內湖庄役場                               | 新北市 內湖區         |                    | 1937年                   | 2006年3月15日         | 歷史建築                   | 門窗遭都市更新開發建商違法拆除，日後解除歷史建築後拆除。 | [ 34 ] [ 4 ]  |
| 陳儀墓                                   | 新北市 五股區         |                    |                          | 2006年4月             |                            | 遭破壞 | [ 35 ]        |
| 金門後浦甲政第                           | 金門縣 金城鎮         | 宅第               |                          | 2006年12月            | 歷史建築，後解除而遭拆除   | 解除歷史建築後拆除。 | [ 36 ]        |
| 台灣鐵道部禮堂內清朝鐵路路基             | 臺北市                |                    |                          | 2007年6月             | 未獲得認證                 | 市府捷運局與市政府怕延誤捷運工程，以迅雷不急掩耳的動作搶先拆毀。 |               |
| 八堵舊鐵橋                               | 基隆市                | 橋梁               | 1920-1923年              | 2007年10月            | 未獲得認證                 | 2005年遭拆解，2007年10月完全支解鐵橋解構。 |               |
| 李聲元古厝（秀才厝）                     | 新北市 蘆洲區         | 宅第               | 1892年                   | 2008年2月~3月         | 暫定古蹟                   | 2008年2月宜因土地開發問題遭縱火，後列暫定古蹟，3月26日遭地主派人拆除。 | [ 37 ]        |
| 嘉義佛教會館（法隆寺）                   | 嘉義市                | 寺廟               |                          | 2008年4月             | 尚未獲得認證即遭拆除。     | 提報為古蹟之際，遭嘉義佛教會拆除 | [ 38 ]        |
| 高雄五金街                               | 高雄市 鹽埕區         |                    |                          | 2008年9月-2012年      | 未獲得認證                 | 高雄市府最近為開發鄰近碼頭為觀光遊憩空間而拆除為公園。 | [ 39 ]        |
| 高雄五福四路與大智路口日式街屋（八田館） | 高雄市 鹽埕區         |                    |                          | 2008年10月6日         | 未獲得認證                 | 高雄市府怕影響觀感，拆除捷運路線內歷史街屋。 | [ 40 ]        |
| 牛埔遺址                                 | 彰化縣                | 遺址               | 約400-5000多年前         | 2008年12月            | 縣定遺址                   | 建商開挖破壞。 | [ 41 ]        |
| 苗栗八卦窯、包仔窯、四方窯               | 苗栗縣 後龍鄉、通霄鄉 |                    | 不明                     | 2009年                | 未獲得認證                 | 因位於高鐵特定區內遭拆除，經監察院糾正後，於苗栗陶瓷博物館重建模型。 | [ 42 ] [ 43 ] |
| 周家花園古厝                             | 新北市 汐止區         | 宅第               | 1899年                   | 2009年1月7日          | 因產權人無意願，未獲得認證 | 主要產權人陽明海運派人拆除 | [ 44 ]        |
| 橋頭老街                                 | 高雄市 橋頭區         | 老街               |                          | 2009年2月             | 無                         | 道路拓寬而拆除。 | [ 45 ]        |
| 真花園                                   | 台南市                |                    |                          | 2009年5月20日         |                            | 前副市長許陽明曾奔走價購方式，挽留為市定古蹟，因價格談不攏而作罷，業主決定拆除。 | [ 46 ]        |
| 淡水老街四連棟警察宿舍                   | 新北市 淡水區         | 宿舍               |                          | 2009年6月8日          |                            | 為改建淡水藝術工坊而拆除。 |               |
| 張慶興堂                                 | 臺中市 西屯區         | 宅第               | 1926年                   | 2009年8月11日         | 歷史建築                   | 列歷史建築後遭拆除 | [ 47 ]        |
| 嘉義武德殿                               | 嘉義市                |                    |                          | 2009年10月5日         |                            | 遭拆毀 |               |
| 本間雅晴題字石「薰風や千里牝馬の嘶きて」 | 臺南市 東區           |                    | 1941年                   | 2009年                | 尚未獲得認證即遭破壞。     | 遭人塗抹毀壞。 | [ 48 ]        |
| 新象寮遺址                               | 高雄市 杉林區         | 遺址               |                          | 2009年                |                            | 慈濟大愛村興建而破壞。 | [ 49 ]        |
| 貢寮史前煉鐵工場                         | 新北市 貢寮區         | 遺址               |                          | 2009年                |                            | 核能發電廠新建道路工程而破壞。 | [ 49 ]        |
| 新園新惠宮泥塑媽祖像                     | 屏東縣 新園鄉         |                    |                          | 2009年                | 無                         | 新塑金身而敲毀、火化舊身。 | [ 50 ]        |
| 山佳火車站 S型月台                       | 新北市                | 車站               |                          | 2009年                | 市定古蹟                   | 台鐵獲文建會「解禁」，認為山佳站線型計畫核定在指定古蹟前，同意台鐵前幾天將第1月台「敲」掉。 | [ 51 ]        |
| 原台南神社銅製神馬                       | 臺南市                |                    |                          | 2009年                | 無                         | 颱風損毀後，民政局移除處理而消失。 | [ 52 ]        |

### 2010年代
| 名稱 | 縣市          | 類型     | 創建年代               | 破壞時間                   | 管理狀態                                                                                                   | 備註 | 參考                        |
| --- | ------------- | -------- | ---------------------- | -------------------------- | --- | --- | --------------------------- |
| 高雄大公路、新興街口老屋（榮美金銀商等） | 高雄市 鹽埕區 |          |                        | 2010年8月31日              | 無 | 買下隔壁老屋的楊姓男子偷拆。 | [ 53 ]                      |
| 文貴醫院 | 臺南市 下營區 |          | 1928年                 | 2010年6月30日              | 歷史建築                                                                                                   | 下營北極殿玄天上帝廟買下其建築產權後，欲拆除改建為香客大樓，後雖列為歷史建築，仍遭到拆除。 | [ 54 ]                      |
| 嘉義郡役所廳舍 | 嘉義市        | 官署     | 1921─1922年            | 2010年10月                 | 2009年曾列暫定古蹟，但之後未獲得認定                                                                       | 嘉義市政府拆除，只保留部分柱列。 | [ 55 ]                      |
| 左營軍中廣播電台 | 高雄市 左營區 |          |                        | 2010年11月                 | 無 | 陸戰隊指揮部拆除。 | [ 56 ]                      |
| 高雄港車站鐵道、鐵路宿舍、運轉室、檢車段、維修工廠等                                                                                               | 高雄市 鼓山區 |          |                        | 2010年                     | | 臨海新路開闢橫切過鐵道園區。 | [ 57 ]                      |
| 青島西路5號高玉樹宅 | 臺北市        | 宅第     |                        | 2010年                     | 列冊追蹤                                                                                                   | 列冊追蹤後拆除。 | [ 58 ]                      |
| 日本海軍航空隊岡山基地招待所 | 高雄市 岡山區 |          |                        | 2011年3月4日               | | 2002年高縣文化局普查未登錄，第六河川局表示已成危樓而拆除。 |                             |
| 瑞成堂 | 臺中市 南屯區 | 宅第     | 1927年                 | 2011年9月20日              | 市定古蹟                                                                                                   | 因妨礙都市重劃計畫，遭高鐵新市鎮重劃會理事長李金安指示破壞。 後花費3,300萬元，費時3年重建回復，指示破壞的李金安被判處2年徒刑。 | [ 59 ] [ 60 ]               |
| 大舞台戲院 | 高雄市 鹽埕區 |          | 1947年                 | 2011年10月、2013年10月24日 | 暫定古蹟，後解除                                                                                           | 2011年10月因地主企圖拆除，高雄市政府文化局介入並指定為暫定古蹟，但因地主不同意，後仍未能指定為古蹟，暫定古蹟效期結束後，經過協商，所有權人同意保留部份文物，主體建築於2013年10月拆除                                                     | [ 61 ]                      |
| 金門青嶼氏家廟 | 金門縣 金沙鎮 |          |                        | 2011年                     | 歷史建築                                                                                                   | 改建過多而被解編歷史建築 | [ 21 ]                      |
| 台大土木系館 | 臺北市        |          |                        | 2011年                     | | 整修而卸除重作外牆十三溝面磚。 |                             |
| 南港輪胎工廠煙囪 | 臺北市        |          |                        | 2011年                     | 歷史建築                                                                                                   | | [ 62 ]                      |
| 艋舺隘門 | 臺北市 萬華區 |          |                        | 2011年9月                  | | 由於當地有拓寬巷道的需求，遭到拆除。 | [ 63 ]                      |
| 頂林仔邊警察官吏派出所 | 高雄市 林園區 |          |                        | 2011年9月                  | 歷史建築                                                                                                   | 歷史建築修復過程中破壞爭議。 | [ 64 ]                      |
| 法華寺延壽橋 | 臺南市        | 寺廟     |                        | 2011年                     | 直轄市定古蹟                                                                                               | 寺方不願修復，放任崩毀。 | [ 65 ]                      |
| 百忍堂張厝「曙橋園邸」 | 彰化縣 員林市 | 宅第     | 1936年                 | 2012年                     | 無 | 員林市地重劃 | [ 66 ]                      |
| 松山菸廠 | 臺北市 信義區 |          | 1937年                 | 2012年起                   | 含古蹟及歷史建築                                                                                           | 因同樣位於該處的臺北文化體育園區（松菸巨蛋）工程，而造成多處毀損。 |                             |
| 草山御賓館 | 臺北市 士林區 | 宅第     | 1923年                 | 2012年前後                 | 市定古蹟                                                                                                   | 閒置以來因缺乏修繕，日式木造屋頹圮，已開始修復。 | [ 67 ]                      |
| 高雄驛驛長事務所 | 高雄市 三民區 |          | 1941年                 | 2012年5月2日               | 無 | 鐵路地下化工程未劃入保存範圍而拆除。 |                             |
| 新竹潛園（園門及古蹟殘跡） | 新竹市        | 宅第     | 1849年                 | 2012年6月27日              | 無 | 建商拆除。 | [ 68 ]                      |
| 臺灣銀行日式宿舍群 | 彰化縣 彰化市 | 宿舍     | 1935年                 | 2012年6月27日              | 僅其中兩棟登錄為歷史建築                                                                                   | 2008年台灣銀行欲拆除興建新分行，後經協商，保留2棟並登錄為歷史建築，其餘拆除。 | [ 17 ]                      |
| 二水分駐所 | 彰化縣        |          |                        | 2012年6月                  | | |                             |
| 原專賣局台北後站倉庫（臺北北站） |               |          |                        | 2012年9月18日              | 歷史建築                                                                                                   | | [ 69 ]                      |
| 基隆法國公墓 | 基隆市        |          |                        | 2012年11月21日             | 市定古蹟                                                                                                   | 墓碑遭推倒破壞 | [ 70 ]                      |
| 樹德山莊 | 臺中市        | 宿舍     |                        | 2013年                     | 舊南屯溪一帶列為文化景觀，但樹德山莊列暫定古蹟後，因審議未達古蹟標準，且所有權人不同意，不登錄為歷史建築。 | 位於台中十三期重劃區內，由所有權人自行拆除約三分之一。 |                             |
| 台灣民俗村內的古建築（臺鐵新北投車站、麻豆林家古厝、柳營劉氏洋樓、嘉義廖氏診所、嘉義蔡家古厝、斗六一條龍、北斗奠安宮、鹿港施家古厝、台中武德殿等） | 彰化縣 花壇鄉 |          |                        | 2013年                     | 2013年列暫定古蹟、後其中3處列歷史建築                                                                      | 台灣民俗村閉園荒廢後遭人破壞。 |                             |
| 台中中尊寺輪番所 | 臺中市 中區   | 寺廟     |                        | 2013年                     | 無 | 臺中市中區區公所代管宿舍 拆除工程 |                             |
| 高雄安船街2號清代舊槍樓 | 高雄市 鼓山區 |          |                        | 2013年5月10日              | 無 | 屋主以該空屋有礙市容觀瞻，影響環境整潔，執意拆除整地。 | [ 71 ]                      |
| 新坡八卦窯 | 桃園縣 觀音鄉 |          | 1967年                 | 2013年8月                  | 未獲得認證                                                                                                 | 地主派人拆除 | [ 72 ]                      |
| 高雄李連墀故居 | 高雄市 左營區 | 宅第     |                        | 2013年8月                  | 未獲得認證                                                                                                 | 高雄市國軍眷村文化發展協會曾向市府申請列為紀念建築，後遭到拆除。 | [ 73 ]                      |
| 穎德堂 | 臺中市 大肚區 | 宅第     | 不明                   | 2013年9月初                | 暫定古蹟                                                                                                   | 列暫定古蹟後遭拆除 | [ 74 ]                      |
| 土城普安堂 | 新北市 土城區 | 寺廟     | 1914年                 | 2013年12月                 | 歷史建築                                                                                                   | 土地產權糾紛遭部分拆除引發爭議後，部分建物登錄為歷史建築 | [ 75 ]                      |
| 朴子日新醫院 | 嘉義縣 朴子市 |          |                        | 2013年12月                 | 2013年列暫定古蹟，後列古蹟                                                                                 | 列暫定古蹟後遭屋主僱工部份拆除 |                             |
| 輦堡輪遺址 | 臺北市 大同區 |          |                        | 2014年1月                  | 無 | 道路工程未查遺址分布狀況 | [ 76 ]                      |
| 雲林定遠電臺（中央廣播電台虎尾分台） | 雲林縣 虎尾鎮 |          | 1972年                 | 2014年3月7日               | 雲林縣政府文化處登錄為文化景觀，但在公告前即遭拆除                                                         | 被劃入台灣高鐵雲林車站特定區開發計畫預定地，遭雲林縣政府地政處包商拆除。 | [ 77 ]                      |
| 舊臺東稅捐處(臺東洞洞館) | 臺東縣臺東市  |          | 1962年                 | 2014年3月13日              | 提出歷史建築申請後隨即遭拆除                                                                               | 縣府標租，由旅館業者取得50年地上權及拆除執照。 拆除重建後局部原貌重現。 | [ 78 ]                      |
| 寶斗里 清雲閣 | 臺北市 萬華區 |          | 1907年以前             | 2014年8月2日               | 暫定古蹟                                                                                                   | 遭地主拆除 | [ 79 ]                      |
| 北投皇太子殿下御渡涉記念碑 | 臺北市 北投區 |          | 1934年12月             | 2014年5月                  | 尚未獲得認證即遭破壞。                                                                                     | 業主瀧乃湯同意將石碑捐給北市府，但文化局遲遲不辦捐贈儀式，爾後刻字遭到抹平破壞。 | [ 80 ]                      |
| 原臺北刑務所官舍 | 臺北市 大安區 | 宿舍     | 1904年                 | 2014年8月                  | 部份登錄為市定古蹟、歷史建築                                                                               | 北牆臺北監獄圍牆遺蹟早於1998年登錄為市定古蹟，2013年華光社區拆遷爭議後，原台北刑務所官舍部份建物亦於2013年8月15日登錄歷史建築，但2014年8月起仍持續拆除，台北市政府承諾將在拆除後再復修官舍，發展為歷史公園。                             | [ 81 ] [ 82 ]               |
| 蒜頭糖廠日式宿舍 | 嘉義縣 六腳鄉 | 宿舍     |                        | 2014年9月17日              | 暫定古蹟公文發下前遭搶拆。                                                                                 | 文觀局於17日下午得悉台糖正在拆除日式宿舍後，立即前往制止，並說明即將完備暫定古蹟之身分，但台糖公司業務人員以「已經發包」為理由，掛斷電話拒絕溝通，當日即將日式宿舍拆除完畢。                                                             | [ 83 ]                      |
| 台南祀典武廟旁惜字亭 | 臺南市 中西區 |          |                        | 2014年10月20日             | | 多年來有廟產與相鄰民宅私權糾紛，民宅黃姓主人僱怪手拆老屋，連同惜字亭一併拆掉。 | [ 84 ]                      |
| 平鎮湧光禪寺 | 桃園縣 平鎮市 |          | 1928年                 | 2014年                     | | 原為客家家廟式三合院廟宇，遭寺方拆除改為大樓式寺廟。 |                             |
| 基隆要塞司令官邸 | 基隆市        |          | 1931年                 | 2014年12月前後             | 市定古蹟                                                                                                   | 崩毀殘破 | [ 85 ]                      |
| 基隆港西岸碼頭倉庫 | 基隆市        |          | 1930年代               | 2014年                     | 部份列歷史建築                                                                                             | 基隆市都市更新案預定地，2014年引發拆除爭議後，部份列暫定古蹟，其中西2碼頭倉庫於2014年4月5日發生火警。 | [ 86 ] [ 87 ]               |
| 福住橋暨第二福住橋 | 花蓮縣 花蓮市 | 橋樑     | 1931年                 | 2014年                     | 縣定古蹟，後降級為歷史建築                                                                                 | 2013年1月指定為縣定古蹟，後因為與花蓮縣政府「日出香榭大道」計畫施工範圍衝突，古蹟資格遭撤銷，2014年4月28日改為歷史建築，拆遷後目前放置於花蓮市三角公園。                                                                                 | [ 88 ] [ 89 ]               |
| 佳冬港東里建立褒忠碑 | 屏東縣 佳冬鄉 |          | 1820年                 | 2014年                     | | 遭不明人士噴漆破壞。 | [ 90 ]                      |
| 田中壽山堂 | 彰化縣 田中鎮 | 宅第     |                        | 2014年                     | | 反對保存派派人毀損正廳旁大房與右側廂房外牆。 | [ 91 ]                      |
| 黃慶源商行 | 彰化縣 鹿港鎮 |          |                        | 2015年3月                  | 未認定 | |                             |
| 北赤土崎新村（寡婦樓） | 新竹市        |          | 1944年                 | 2015年4月                  | 受到強拆破壞的影響，被新竹市文化局認定不具文化資產價值                                                     | 2014年4月因整區辦理都市更新案，違占戶為領取自動拆遷補償金，自行拆除部份牆面。2015年在清明連假期間半夜遭居民偷偷拆為平地。 | [ 92 ] [ 93 ] [ 94 ] [ 95 ] |
| 彰化市民族路派出所 | 彰化縣 彰化市 |          |                        | 2015年6月                  | 歷史建築                                                                                                   | | [ 96 ]                      |
| 南港瓶蓋工廠 | 臺北市 南港區 |          | 1943年                 | 2015年起                   | 歷史建築                                                                                                   | 因道路開發案，部份建物可能遭拆除。 |                             |
| 陳子鏞故居 | 臺南市        | 宅第     |                        | 2015年12月                 | 2015年12月被暫定古蹟                                                                                       | 列暫定古蹟後，隨即遭地主拆除 | [ 97 ]                      |
| 觀音老街 | 桃園市 觀音區 |          |                        | 2015年                     | 未認定 | 道路拓寬而拆除 | [ 98 ]                      |
| 北港糖廠宿舍 | 雲林縣        | 宿舍     |                        | 2016年1月                  | 因此一破壞事件，全廠區緊急列為暫定古蹟                                                                     | 台糖廠方準備進行廠區活化開發期間，廠長宿舍突然發生火警，而後廠方緊急派怪手將周邊多棟相關建物連夜拆除。台糖雲嘉區處經理洪天財，並於接受媒體採訪時明確表示，是因為擔心火災發生後，其他建物會被列為暫定古蹟而影響開發，才緊急照原定計畫拆除 | [ 99 ]                      |
| 阿根納造船廠遺址 | 基隆市        |          |                        | 2016年2月15日              | | | [ 100 ]                     |
| 三峽老街部份石板路面及文化鑄鐵磚 | 新北市三峽區  |          | 2007年進行路面整體營造 | 2016年4月                  | 被移除、破壞之部份並未列入文化資產，但屬於三峽老街之整體景觀營造                                           | 被區公所及當地里長以「雨天會濕滑」為由，部份路段拆除改鋪柏油路面 | [ 101 ]                     |
| 彰化農業倉庫 | 彰化縣 彰化市 |          | 1925年                 | 2016年4月                  | 已列冊追蹤，此一事件發生後列暫定古蹟                                                                       | 列冊追蹤後，農會以倉庫已成危樓為由意圖拆除，但因現場文史工作者阻擋而未完全拆除 | [ 102 ]                     |
| 新化蘇家古厝紅磚牆 | 臺南市 新化區 | 宅第     |                        | 2016年5月3日               | | 因荒廢無人整理，擔心孳生病媒蚊引發登革熱疫情，被區公所拆除。 | [ 103 ]                     |
| 蘆洲培蘭居 | 新北市        | 宅第     |                        | 2016年6月8日               | 暫定古蹟，後解編                                                                                           | 原被指定為暫定古蹟保存，後決議決定不指定登錄古蹟。 | [ 104 ]                     |
| 頂番派出所 | 彰化縣        |          |                        | 2016年10月                 | | | [ 105 ]                     |
| 大坌坑文化新園遺址 | 高雄市        | 遺址     |                        | 2016年                     | | 因震南公司排水道工程，挖掘深度達3公尺，違反水利局核可的1.9公尺深度，現場挖掘時也沒有通知文化局與專家到場監工，而遭破壞。 | [ 106 ]                     |
| 台東介壽堂 | 臺東市        |          |                        | 2016年8月                  | 未獲得認證                                                                                                 | 歷史建築審查會議後，九張委員票當中有7票反對將台東介壽堂列入歷史建築，只有2票贊成，後遭到拆除，由農會出租他人來作為火鍋店的場地。 | [ 107 ]                     |
| 三井物產株式會社舊倉庫 | 臺北市        |          |                        | 2016年10月                 | 歷史建築                                                                                                   | 拆除移位重組。 |                             |
| 大新商事會社（李棟材故居） | 彰化縣 彰化市 | 宅第     |                        | 2017年1月                  | 被彰化縣文化局認定不具文化資產價值未進入暫定古蹟評議程序                                                   | 拆除 | [ 108 ]                     |
| 杜錫圭故居 | 彰化縣 彰化市 | 宅第     | 1930年                 | 2017年1月                  | 列冊追蹤文化資產，拆除後列暫定古蹟，而後將遺構列歷史建築                                                   | 2016年12月後方開始拆除工程後，文化部行文要求彰化縣文化局列暫定古蹟未成僅列冊追蹤，後遭拆除，2018年1月將遺構列歷史建築 | [ 108 ]                     |
| 松竹堂四連棟街屋 | 彰化縣 彰化市 |          | 1927年                 | 2017年1月                  | 部份拆除後列暫定古蹟                                                                                       | 因現場文史工作者阻擋而未完全拆除 | [ 109 ]                     |
| 台北嘉禾新村 | 臺北市 中正區 | 眷村聚落 | 日治時期1940年代       | 2017年2月                  | 因地方民代干預審議，民間文史團體爭取全區完整保留失利，最終僅登錄三處歷史建築                               | 地方民代以環境髒亂公共安全為由施壓拆除，北市府放行國防部於2017年2月開始拆除南區建物 | [ 110 ]                     |
| 嘉義公車票亭 | 嘉義市        |          |                        | 2017年2月8日               | 不列冊 | 原預定配合廣場整頓計畫拆除，經民間發起保存運動，市府文化局審查認定不符登入文資的基準，「不列冊」而遭拆除。 | [ 111 ]                     |
| 八田與一銅像 | 臺南市        |          |                        | 2017年4月15日              | | 遭中華統一促進黨黨員李承龍與邱晉芛手持鋸子將頭部鋸下並丟失。台南地方法院一審判處李承龍5個月有期徒刑，邱晉芛4個月有期徒刑。 | [ 112 ]                     |
| 左營舊城牆西門砲台段 | 高雄市 左營區 |          |                        | 2017年2月11日              | 國定古蹟                                                                                                   | 被漆彈客當遊戲場而破壞。 | [ 113 ]                     |
| 高雄兒童玩具圖書館 | 高雄市        |          | 1964年                 | 2017年2月13日              | | 為建李科永紀念圖書館而拆除。 |                             |
| 瑞芳林齒科 | 新北市 瑞芳區 |          |                        | 2017年2月11日              | | 地主以安全為由剷平遺跡。 | [ 114 ]                     |
| 覆鼎金公墓 | 高雄市 三民區 |          |                        | 2017年2月開始              | 多處文資提報後被拖延處理，尚未現勘即遭到剷除滅失。                                                         | 市府為改建為雙湖森林公園而大舉遷葬拆除。 | [ 115 ]                     |
| 嘉義縣布袋鎮新岑里鹽業鐵橋 | 嘉義縣 布袋鎮 | 橋梁     |                        | 2017年3月3日               | | 縣文化觀光局邀學者會勘認定未達文化資產標準，只保留保留最後兩座尚有鐵軌的橋墩，其餘由縣府請包商拆除。 | [ 116 ]                     |
| 北投台灣幸福石、弘法大師碑、芝山岩故教育者紀念碑                                                                                                   | 臺北市 北投區 |          |                        | 2017年5月                  | | 馬英九擔任台北市長時曾被提報，但當時文資委員認為沒有文資價值，後遭人用鈍器鑿打、噴漆。 | [ 117 ]                     |
| 北投社石狛犬 | 臺北市 北投區 |          |                        | 2017年5月28日              | | 遭中華統一促進黨黨員李承龍與邱晉芛持鐵鎚毀損，後依毀損罪判處5個月徒刑。 | [ 118 ] [ 119 ]             |
| 麻豆老鎮長張拔故居 | 臺南市 麻豆區 |          |                        | 2017年6月17日              | | 台南市文化局無作為而遭拆除。 | [ 120 ]                     |
| 逸屯星乃湯 | 臺北市 北投區 |          |                        | 2017年6月前後              | 列冊追蹤                                                                                                   | 已被列冊為潛力文資，但荒廢破敗。 | [ 121 ]                     |
| 彰化新町花街連棟街屋 | 彰化縣 彰化市 |          |                        | 2017年6月28日              | | | [ 122 ]                     |
| 圓山水神社 | 臺北市 北投區 |          | 日治時期1930年代       | 2017年8月                  | 市定古蹟                                                                                                   | 柱子遭中華統一促進黨黨員張修嘉噴漆，石狛犬失竊。士林地方法院後依文化資產保存法，判處張男有期徒刑6月。 | [ 123 ] [ 124 ]             |
| 黃慶雲之墓 | 高雄市 三民區 |          |                        | 2017年8月                  | 尚未獲得認證即遭破壞。                                                                                     | 提報等待審議期間遭潑柏油，敲毀圍牆一角。 | [ 125 ]                     |
| 台灣博物館門口銅牛 | 臺北市        |          | 1935、1937年           | 2017年8月19日              | | 遭潑油破壞。 | [ 126 ]                     |
| 台中公園神社參道石燈籠基座 | 臺中市        |          |                        | 2017年9月18日              | | 遭中華統一促進黨黨員李承龍噴漆破壞。 | [ 127 ]                     |
| 旗山分局長宿舍 | 高雄市 旗山區 | 宿舍     |                        | 2017年9月18日              | 尚未進行文化價值評估即拆除                                                                                 | 高雄市府水利局撥用旗山分局宿舍興建大溝頂新商場，無預警拆除尚未進行文化價值評估的日本宿舍。 | [ 128 ]                     |
| 新竹縣關西鎮拱子溝「名登石板伯公廟」 | 新竹縣 關西鎮 |          |                        | 2017年11月                 | | 整組遭竊。 | [ 129 ]                     |
| 八仙洞「洞內寺」潮音洞 | 臺東縣        |          |                        | 2017年11月22日             | | | [ 130 ] [ 131 ]             |
| 舊高雄關稅局布袋留置所 | 嘉義縣 布袋鎮 |          |                        | 2017年12月                 | | 雲嘉南濱海國家風景區管理處認為因舊有建築損壞不易保留，且無文資身分，考慮未來用途，因此拆除擬蓋新建物。 | [ 132 ]                     |
| 鹿港頤圃武秀才許梅舫古厝 | 彰化縣 鹿港鎮 | 宅第     |                        | 2017年                     | | 遭拆除。 | [ 133 ]                     |
| 高雄港車站北號誌樓機械連動裝置 | 高雄市 鼓山區 |          |                        | 2017年                     | | 輕軌工程影響破壞。 |                             |
| 台北府城北門旁「一等水準點」 | 臺北市        |          |                        | 2017年                     | | 遭位移。 |                             |
| 台中綠川卵石護岸 | 臺中市        |          |                        | 2017年                     | | 台灣大道至中山路河段被刨除、中山路至民權路河段以乾砌石覆蓋。 |                             |
| 八堡圳港尾制水門 | 彰化縣        |          |                        | 2017年                     | 列冊追蹤                                                                                                   | 已列冊追蹤，遭彰化縣水資處解體。 |                             |
| 旗山洪見萬古厝 | 高雄市 旗山區 | 宅第     |                        | 2018年                     | 暫定古蹟                                                                                                   | 疑似暫定古蹟期間遭偷拆，正廳最重要部分遭怪手弭平，木構、雕刻全失。 | [ 134 ]                     |
| 原台灣省物資局高雄辦事處辦公廳與倉庫 | 高雄市 鼓山區 |          | 1967年                 | 2018年                     | 未獲得認證                                                                                                 | 結構補強工程期間多處破壞。 |                             |
| 新竹市中正路198巷23號鄭宅 | 新竹市        | 宅第     |                        | 2018年                     | | 自行拆除。 |                             |
| 台北陳茂通宅紅葉園 | 臺北市        | 宅第     |                        | 2018年                     | | 拆解等待重組。 |                             |
| 高雄煉油廠 | 高雄市        |          |                        | 2018年                     | 尚未獲得認證即拆除                                                                                         | 油廠除役後，尚未進行廠內具文化資產價值之判定而大舉拆除。 | [ 135 ]                     |
| 布袋永樂街古厝群 | 嘉義縣 布袋鎮 | 宅第     |                        | 2018年                     | 歷史建築(布袋蔡家古厝)                                                                                     | 永樂街拓寬而拆除大量古厝，包含歷史建築布袋蔡家古厝門樓。 |                             |
| 南投縣覆鼎金遺址 | 南投縣        |          |                        | 2018年                     | | 公墓遷葬而破壞。 |                             |
| 新莊分局分局長日式宿舍 | 新北市        | 宿舍     |                        | 2018年                     | | 遭拆除。 |                             |
| 鹽埕區新樂街興新街口紅磚街屋 | 高雄市 鹽埕區 |          |                        | 2018年                     | 列冊追蹤                                                                                                   | 二樓遭拆除。 | [ 136 ]                     |
| 台大醫院鍋爐房 | 臺北市        |          |                        | 2018年                     | | 遭拆除解體。 |                             |
| 苓雅寮安瀾宮舊石雕、龍柱、捐獻芳名紀念碑、大正七年「安瀾宮重建捐題碑記」等                                                                         | 高雄市 苓雅區 |          |                        | 2018年                     | | 舊廟翻新後破壞棄置，大正七年「安瀾宮重建捐題碑記」遺失。 |                             |
| 茄萣鹽警槍樓 | 高雄市 茄萣區 |          |                        | 2018年                     | | 遭噴漆破壞。 | [ 137 ]                     |
| 彰化二林北平里陳宅 | 彰化縣        | 宅第     |                        | 2018年                     | 尚未獲得認證即遭破壞                                                                                       | 疑似提報期間遭人破壞彩繪壁畫。 |                             |
| 新北投車站 | 臺北市 北投區 | 車站     |                        | 2018年                     | 歷史建築                                                                                                   | 修復過程破壞爭議。 | [ 138 ]                     |
| 北投公園 | 臺北市 北投區 |          | 1911年                 | 2018年                     | 尚未獲得認證即遭破壞                                                                                       | 文資提報過程中遭破壞。 | [ 139 ]                     |
| 台南市中正路廣發百貨 | 臺南市        |          |                        | 2018年1月                  | | 受「臺南市核心大街歷史老屋立面專案型整修計畫」補助後未滿三年自行拆除 | [ 140 ]                     |
| 溫宅（太原第） | 新竹市 北區   |          | 清末日治               | 2018年2月                  | 暫定古蹟                                                                                                   | 建物遭拆毀 | [ 141 ]                     |
| 新店第一公墓古墓 | 新北市        |          |                        | 2018年2月                  | 尚未獲得認證即拆除                                                                                         | 殯葬管理處趁著228放假時，讓承包工程商在第一公墓進行「偷拆」，多門有文史價值的古墓以及墓塚遭毀損。 | [ 142 ]                     |
| 陳文瀾古墓 | 臺北市        |          |                        | 2018年3月                  | | 遭破壞。 | [ 143 ]                     |
| 彰化銀行北門分行 | 臺北市        |          |                        | 2018年4月                  | 列冊追蹤                                                                                                   | 都更程序進行了快10年，文化局不知道已有列冊追蹤，最終決定不給於文資身分而拆除。 | [ 58 ]                      |
| 後龍陳愷悌故居 | 苗栗縣        | 宅第     |                        | 2018年5月13日              | 尚未獲得認證即拆除                                                                                         | 5月15日將進行文資現勘，傳5月13日上午已遭怪手毀壞。原址已蓋新建築。 | [ 144 ]                     |
| 礁溪天主堂 | 宜蘭縣 礁溪鄉 |          | 1963年                 | 2018年6月                  | 歷史建築審議中，於2017年11月先列暫定古蹟，半年期滿後未延長暫列古蹟，被拆除後才重新暫列古蹟                 | 建物大多遭拆毀 | [ 145 ]                     |
| 陳氏家祠 | 苗栗縣 頭份市 |          | 推定1921年             | 2018年6月                  | 函文將現勘，已具「暫定古蹟」身分                                                                           | 遭拆毀 | [ 146 ]                     |
| 雄鎮北門內港務局宿舍 | 高雄市 鼓山區 | 宿舍     | 1936年                 | 2018年8月9日               | 未獲得認證                                                                                                 | 不被認定為雄鎮北門古蹟一部分而拆除。 | [ 147 ]                     |
| 媽宮城牆遺跡 | 澎湖縣 馬公市 |          | 1887年                 | 2018年9月                  | | | [ 148 ]                     |
| 舊岡山客運總站 | 高雄市 岡山區 |          |                        | 2018年9月                  | 暫定古蹟，後解編                                                                                           | 解編暫定古蹟後隨即遭拆除。 |                             |
| 新營太子宮郭宅 | 臺南市 新營區 | 宅第     |                        | 2018年10月                 | 列冊追蹤                                                                                                   | 屋主自拆。 | [ 149 ]                     |
| 延平南路下水道疑似城牆唭哩岸石 | 臺北市        |          |                        | 2018年10月                 | | 遭水泥灌漿而毀 | [ 150 ]                     |
| 洲美街51巷16號郭宅古厝「汾陽居」 | 臺北市 北投區 | 宅第     |                        | 2018年10月16日             | 暫定古蹟                                                                                                   | 台北市政府水利工程處委外廠商進行北投士林科技園區開發案工程，誤拆暫定古蹟。 | [ 151 ] [ 152 ]             |
| 高雄車站第一、第三月台 | 高雄市 三民區 |          | 1941年                 | 2018年11月                 | 尚未獲得認證即拆除                                                                                         | 文史團體提報，現勘後尚未審議即遭拆除。 |                             |
| 彰化縣鹿港第一公墓 | 彰化縣 鹿港鎮 |          |                        | 2018年11月                 | | 公墓遷葬 | [ 153 ]                     |
| 二二八公園音樂台木椅 | 臺北市        |          |                        | 2018年11月                 | | 木椅、地坪等更新工程而移除。 | [ 154 ]                     |
| 卓蘭軍民廟 | 苗栗縣        | 寺廟     |                        | 2018年12月26日             | 縣定古蹟                                                                                                   | 遭車輛撞毀。 |                             |
| 里港蔡家古厝 | 屏東縣        | 宅第     |                        | 2019年1月1日               | 暫定古蹟，審議後降級為歷史建築                                                                             | 暫定古蹟後，遭拆除左右護龍。 後2名拆除者分別被判有期徒刑8個月、6個月，文資審議後因拆除後結構不完整，降級為歷史建築 | [ 155 ] [ 156 ]             |
| 洲美聚落 | 臺北市 北投區 |          |                        | 2018年12月                 | 未獲得認證                                                                                                 | 區段徵收都更。 |                             |
| 松山療養所 | 臺北市        |          |                        | 2019年1月12日              | | 遭拆除。 | [ 157 ]                     |
| 臺北消防組喆所牆柱遺構 | 臺北市        |          |                        | 2019年1月15日              | | 遭拆除。 |                             |
| 彰化縣溪州鄉榮民工廠 | 彰化縣        |          |                        | 2019年                     | 列冊追蹤                                                                                                   | 列冊遭偷拆。 | [ 158 ]                     |
| 桃園農工宿舍群 | 桃園市        |          |                        | 2019年                     | 歷史建築                                                                                                   | | [ 159 ]                     |
| 林錫山故居 | 臺南市        |          |                        | 2019年3月9日               | | | [ 160 ]                     |
| 樂生療養院舊大門 | 新北市        |          |                        | 2019年4月3日               | | 遭拆除。 | [ 161 ]                     |
| 鹿港北頭漁村紅磚三合院 | 彰化縣 鹿港鎮 |          |                        | 2019年4月                  | | 彰化縣文化局推動老屋補助計畫，是否列入重點保存對象資格時遭拆除。 | [ 162 ]                     |
| 三峽李梅樹家族墓園 | 新北市        |          | 1938年                 | 2019年4月                  | | 公墓遷葬，未進行文化資產價值評估而拆除，導致違反文資法第15條規定。 | [ 163 ]                     |
| 仁武劉家古厝(劉氏新厝) | 高雄市        |          | 道光年間               | 2019年5月23日              | 列冊追蹤                                                                                                   | 古蹟列冊會勘前遭拆 | [ 164 ]                     |
| 麻豆電姬戲院 | 臺南市        |          | 1938年                 | 2019年6月10日              | 歷史建築                                                                                                   | | [ 165 ]                     |
| 神岡林淑景宅 | 臺中市        |          |                        | 2019年6月11日              | | | [ 166 ]                     |
| 北溝故宮文物典藏山洞 | 臺中市 霧峰區 |          | 1950年                 | 2019年8月                  | 歷史建築                                                                                                   | 地主以安全考量為由用沙土將洞口在內的低處填為平地 | [ 167 ]                     |
| 草山行館 | 臺北市        |          | 1920年                 | 2019年10月                 | 歷史建築                                                                                                   | 檜木梁柱及木板遭竊 | [ 168 ]                     |
| 南投郡役所宿舍群 | 南投縣        |          |                        | 2019年10月                 | | | [ 169 ]                     |
| 雙連百年舊古圳水道 | 臺北市        |          |                        | 2019年11月                 | | | [ 170 ]                     |
| 彰化杜錫圭故居（綿豐洋行）遺跡 | 彰化縣        |          |                        | 2019年11月                 | 歷史建築(已撤銷)                                                                                           | 撤銷歷史建築，2017年拆除後僅存的遺構遭剷除 | [ 171 ]                     |
| 大山火車站 | 苗栗縣        |          |                        | 2019年12月23日             | 歷史建築                                                                                                   | 遭貨車撞毀 | [ 172 ]                     |

### 2020年代
| 名稱                                 | 縣市          | 類型     | 創建年代 | 破壞時間      | 管理狀態                                                          | 備註 | 參考            |
| ------------------------------------ | ------------- | -------- | -------- | ------------- | ----------------------------------------------------------------- | --- | --------------- |
| 彰化台灣民俗村園內部份文化景觀建物   | 彰化縣        |          |          | 2020年1月     |                                                                   | 已列歷史建築之3棟建物未被拆除                                                                                        | [ 173 ] [ 174 ] |
| 天外天劇場                           | 台中市        |          |          | 2020年4月2日  | 曾審議決議不列古蹟不列歷史建築，因破壞而再次列暫定古蹟            | 所有權再次開拆，因緊急文化部列暫定古蹟，年底公告被撤銷                                                               | [ 175 ]         |
| 錐麓古道石觀音像                     | 花蓮縣        |          | 1917年   | 2020年8月     |                                                                   | 面容遭人刮花 | [ 176 ]         |
| 北投學仔內                           | 臺北市 北投區 |          |          | 2020年8月     |                                                                   | 文資委員以屋況不佳及所有權人有開發計畫為由，解除列冊管理                                                             | [ 177 ]         |
| 協和磚廠八卦窯                       | 桃園縣        |          |          | 2020年8月     | 預計文資審議，因破壞列暫定古蹟                                    | 新地主稱因整地工程而在不知情下誤拆                                                                                   | [ 178 ]         |
| 楠梓區基督長老教會牧師館             | 高雄市        |          | 1952年   | 2020年9月     | 被提報歷史建築尚未審核，因破壞列暫定古蹟                          | 被提報為歷史建築後進行拆除工程，因尚未正式勘查，是否損及具文化資產部份並不明                                         | [ 179 ]         |
| 觀德橋                               | 金門縣        |          | 1850年   | 2020年9月     | 縣定古蹟                                                          | 例行古蹟巡查時發現橋墩遭混凝土覆蓋，原因為附近之護欄工程所致，要求停工並還原                                         | [ 180 ]         |
| 日本陸軍第50師團（蓬部隊）司令部要塞 | 屏東縣        |          | 二戰期間 | 2020年9月     | 未獲得認證                                                        | 文史工作者陳情因周邊太陽能電廠工程施作造成毀損，縣府先要求停工調查                                                   | [ 181 ]         |
| 員林曾氏洋樓保安堂醫院               | 彰化縣        |          | 1936年   | 2020年10月    | 預計11月文資審議，因欲拆除動作列暫定古蹟，審定後列縣定古蹟        | 出售後欲拆除，被縣文化局緊急擋下而未拆除，不確定是否過程間有遭破壞                                                   | [ 182 ]         |
| 天外天劇場                           | 台中市        |          |          | 2021年2月     | 2020年底地主向行政院訴願成功撤銷暫定古蹟                          | 2021年1月開始違法拆除，2月初建築立面已全毀，台中市文化資產資材管理中心將天外天遺構移到大里菸葉廠保存。               | [ 184 ]         |
| 陳復禮洋樓                           | 台北市        |          | 日治時期 | 2021年5月     | 列冊追蹤尚未審議，遭拆除後列暫定古蹟，9月27日通過指定為市定古蹟。 | 疑似遭都更的建商拆除，台北市文化局公告陳復禮洋樓為暫定古蹟，要求建商停止拆除，若再有破壞的情形，將依《文資法》開罰。 | [ 186 ]         |
| 楊梅京兆堂                           | 桃園市        |          |          | 2022年1月13日 | 桃園市政府認定不具文資保存價值                                    | 宋家後代及文史工作者向文化局提出新事證作文資價值時遭建商拆除                                                         | [ 187 ]         |
| 台南車站                             | 台南市        | 公共建築 | 1936年   | 2022年        | 國定古蹟                                                          | 國定古蹟修復工程中，古蹟外牆磁磚等文物遭破壞                                                                         | [ 188 ]         |

### 確切時間不詳
| 名稱             | 縣市          | 類型     | 創建年代 | 破壞時間 | 管理狀態 | 備註                                        | 參考    |
| ---------------- | ------------- | -------- | -------- | -------- | -------- | ------------------------------------------- | ------- |
| 艋舺王宅二進遺構 | 臺北市 萬華區 | 宅第     |          |          | 歷史建築 | 原址已蓋起大樓，遺構展示於貴陽街二段164巷內 | [ 189 ] |
| 內湖路統制倉     | 臺北市 內湖區 | 其他設施 |          |          | 歷史建築 | 拆除並改建商業大樓                          | [ 189 ] |